# حادثه پارک شهر تهران
حادثهٔ پارک شهر تهران حادثه‌ای‌ست که در روز شنبه، چهاردهم اردیبهشت ماه سال ۱۳۸۱ روی داد و در آن شش دختر دانش‌آموز و یک قایقران در دریاچهٔ پارک شهر غرق شدند.

## پیش از وقوع حادثه
شنبه چهاردهم اردیبهشت ماه سال ۱۳۸۱، ۵۷ دانش‌آموز دختر و همچنین معلمان مدرسهٔ دخترانهٔ «طه» ۲ واقع در شهرک کاروان تهران برای بازدید از موزهٔ پست و تلگراف به راه افتادند. پس از پایان بازدید، معلمان دانش‌آموزان را به پارک شهر بردند.

## وقوع حادثه
ساعت ۱۱ صبح اتوبوس حامل دانش‌آموزان در مقابل پارک شهر متوقف شد و دانش‌آموزان زیر باران شدید به همراه مربیان خود به سمت دریاچهٔ مصنوعی رفتند. کمی بعد اولین گروه دانش‌آموزان که شامل ۱۷ نفر دانش‌آموز بود به راه افتاد در حالی که ظرفیت این قایق موتوری فقط ۱۱ نفر مشخص شده بود. پس از دقایقی قایق واژگون شد و این ماجرا سرانجام با مرگ ۶ دختر دانش‌آموز و قایقران پایان یافت. آتش‌نشانی و هلال‌احمر به دلیل ترافیک تهران موفق به رسیدن به موقع نشدند و چند مرد در حال گذر سعی در نجات دختران کردند. مرد قایقران نیز سعی در نجات آن‌ها داشت که خود نیز غرق می‌شود. چهار نفر از دختران در حال غرق‌شدن به مهدکودک پارک منتقل شدند که نجات یافتند.

### جانباختگان
جانباختگان این حادثه که در قطعه ۲۱۰ بهشت زهرا به خاک سپرده شده‌اند:
- زینب کمره‌ای (دانش‌آموز)
- بهاره رضایی (دانش‌آموز)
- نسرین امینی (دانش‌آموز)
- زهره رحیمی (دانش‌آموز)
- مریم سروندی (دانش‌آموز)
- آرزو جوادی (دانش‌آموز)
- اکبر-سیاهی. (قایقران)

## عواقب و پس از وقوع حادثه
پس از پایان کار تیم یافتن اجساد، آب این استخر جهت اطمینان بابت بجا نماندن اجساد احتمالی طی چند روز توسط پمپ خالی شد.
در پی این حادثه اردوهای دانش‌آموزی به مدت چندین ماه لغو، میزان اردوهای دانش‌آموزی سال ۱۳۸۱ نصف و شماری از مراکز تفریحی تهران تعطیل شد.
رهبر، رئیس‌جمهور، وزیر آموزش و پرورش، شهردار و شورای شهر تهران و رئیس مجلس شورای اسلامی وقت جمهوری اسلامی ایران این حادثه را تسلیت گفتند. محمد عطریانفر، رئیس وقت شورای شهر تهران در واکنشی در پی این حادثه گفت: «حادثهٔ تلخ پارک شهر به ما نشان داد که مدیریت شهری در کشور ما آشفتگی بسیار دارد. باید با این موضوع به صورت ریشه‌ای و جامع در کشور برخورد شود.»
پس از سه روز همکلاسی‌ها و تعداد از شهروندان تهران بر فضای استخر و پیرامون آن گل ریختند.
طی بررسی‌های کارآگاهان دایرهٔ ۱۰، مشخص شد که قرارداد مرد قایقران و احتمالاً بخشی از صورتجلسهٔ شورای مدرسه «توضیح اینکه در صورت وجود داشتن زمان اضافی در بازدید موزه. تفریح در پارک شهر در فروردین و اردیبهشت ماه» سندسازی شده است.
با اعلام رضایت خانوادهٔ قربانیان حادثه، موضوع این پرونده در دستور کار قاضی شعبهٔ ۱۶۰۲ جنایی تهران قرار گرفت. رئیس شعبهٔ ۱۶۰۲ جنایی تهران در خصوص این پرونده گفت: «در بررسی کارشناسی این حادثه توسط یک گروه ۵نفره از کارشناسان، میزان تقصیر اسدالله فردی، شهردار وقت منطقهٔ دوازده، ۸۵ درصد قلمداد شده است و آموزش و پرورش نیز ۵ درصد مقصر معرفی شده است.» قاضی جنایی شهردار منطقهٔ ۱۲، قائم مقام وی و ۴تن از اعضای کمیسیون مزایدهٔ شهرداری با صدور قرار وثیقه روانهٔ زندان کرد. آخرین جلسهٔ محاکمه شهردار وقت منطقهٔ ۱۲ و ۲ نفر دیگر از مسئولان این منطقه در ۲۱ خرداد ۱۳۸۲ با حضور خانوادهٔ قربانیان در شعبهٔ ۱۱۵۷ برگزار شد.
در طی یک بررسی علمی، علائم اختلال تنش‌زای پس از رویداد در بازماندگان این حادثه بررسی شد.
این ماجرا دوباره پس از ۵ سال برای بررسی از جنبهٔ عمومی جرم به شعبهٔ ۱۱۵۶ دادگاه بعثت ارسال، توسط قاضی الهی‌زاده بررسی و مقصران به پرداخت جزای نقدی محکوم شدند. مقصران این حادثه توسط دادگاه، ۸ نفر از مسوولان شهرداری منطقهٔ ۱۲ و ۴ نفر از مسوولان آموزش و پرورش قلمداد گشتند. با پیگیری موضوع از سوی سرپرست وقت دادسرای جنایی، قاضی ناصر سراج، قرار شد دیهٔ قربانیان از بیت‌المال پرداخت شود. یکی از متهمان که برای بررسی پرونده‌اش از مراجعه خودداری کرده بود با دستور قاضی شعبهٔ ۱۱۵۴ دادگاه عمومی و جزایی تهران بازداشت شد.
پس از گذشت چند ماه از این حادثه مسئولان عمق این استخر را کاهش دادند و فعالیت دوبارهٔ قایق‌ها در آن شروع شد.

## ادعاها پیرامون این حادثه

### ممانعت از ورود دانش‌آموزان به موزهٔ پست
بعضی از رسانه‌ها ممانعت مسئولان موزهٔ پست برای واردشدن دانش‌آموزان مدرسه‌ای به دلیل نداشتن ظاهر مناسب دانش‌آموزان و حفظ آبرو در برابر گروه بازدیدکنندگان خارجی را عامل رفتن دانش‌آموزان به پارک شهر بیان کردند. پس از مراجعه یکی از اعضای گروه نجات به موزه و ملاقات با مدیر آنجا، مشخص شد دانش‌آموزان از موزه بازدید کرده‌اند و حتی امضای چند نفر از آن‌ها و دو تن از قربانیان نیز در دفتر یادبود موزهٔ پست ثبت شده است.